# 1956 a tudományban
Az 1956. év a tudományban és a technikában.

## Díjak
- Nobel-díjak
  - Fizikai Nobel-díj: William Bradford Shockley, John Bardeen, Walter Brattain
  - Fiziológiai és orvostudományi Nobel-díj: André Frédéric Cournand, Werner Forßmann, Dickinson W. Richards
  - Kémiai Nobel-díj: Cyril Norman Hinshelwood, Nyikolaj Nyikolajevics Szemjonov

## Születések
- január 31 – Guido van Rossum holland programozó, a Python programnyelv megalkotója
- április 16. –  David McDowell Brown amerikai űrhajós († 2003)
- augusztus 11. – Pierre-Louis Lions francia matematikus

## Halálozások
- február 3. – Émile Borel francia matematikus (* 1871)
- február 28. – Riesz Frigyes magyar matematikus, egyetemi tanár, a Magyar Tudományos Akadémia tagja (* 1880)
- március 17. – Irène Joliot-Curie kémiai Nobel-díjas francia tudós, atomfizikus, fizikokémikus, politikus (* 1897)
- július 24. – Zemplén Géza magyar vegyész, a szerves kémia professzora (* 1883)
- augusztus 25. – Alfred Kinsey amerikai biológus, az entomológia és a zoológia professzora, a később róla elnevezett kutatóintézet alapítója (* 1894)
- szeptember 22.  – Frederick Soddy kémiai Nobel-díjas brit kémikus. Ő vezette be az izotópia fogalmát a radioaktivitással kapcsolatban (* 1877)